# Imgur
Imgur (МФА: [ˈɪmɪʤer]) — онлайн-сервис загрузки, хранения и обмена фото-изображений.
Компания была основана в 2009 году студентом университета Огайо Аланом Шаафом (англ. Alan Schaaf). По словам Шаафа, его задачей было создание сервиса, который не имел бы проблем, присущих имеющимся на тот момент фото-хостингам. Спустя всего пять месяцев после запуска посещаемость ресурса выросла до миллиона в день. Imgur пользуется особой популярностью на таких социально-новостных ресурсах, как Reddit и Digg. К февралю 2012 количество уникальных ежемесячных посещений достигло 30 миллионов. В том же году Imgur получил премию от ресурса TechChrunch как лучший стартап года. Со временем компания переехала из Огайо в Сан-Франциско. По состоянию на июль 2013 года в штате компании состояло 13 постоянных сотрудников.